# Francesco Basoli
Ne doit pas être confondu avec Francesco Basili, compositeur italien.
Pour les articles homonymes, voir Basoli.
Francesco Basoli, né en 1790 (ou 1805) à Castel Guelfo di Bologna et mort à Bologne en 1870, est un graveur et peintre muraliste néo-classique italien du XIXe siècle. Il est le frère d'Antonio Basoli, peintre et graveur renommé.

## Biographie
Né en 1790, Francesco Basoli est le dernier de trois enfants.
Francesco suit ses frères Antonio et Luigi en devenant graveur de figures. Il devient membre d'honneur de l'Académie pontificale des beaux-arts.
Lorsqu'Antonio meurt, en 1848, la maison qu'il avait acquise en face de l'Académie des Ricovrati, à Borgo della Paglia, est héritée par Luigi et Francesco.
Francesco meurt en 1857.

## Œuvres
Liste non-exhaustive de ses œuvres :
- Galleria di Statue, gravure sur papier de Francesco et Luigi Basoli, d'après Antonio Basoli, 400 × 495 mm, XIXe siècle, Bologne[6] ;
- Introduzione ad una camera da letto, gravure de Francesco et Luigi Basoli, dessin de Gaetano Sandri, d'après Antonio Basoli, 380 × 310 mm, entre 1805 et 1857, Musei Civici di Monza[7] ;
- Reggia, gravure de Francesco et Luigi Basoli, d'après Antonio Basoli, 395 × 492 mm, 1821, Bologne[3] ;
- Entrata nel bosco delle Eumenidi, gravure de Francesco et Luigi Basoli, d'après Antonio Basoli, 395 × 492 mm, 1821, Bologne[8] ;
- Collezione di varie scene teatrali, œuvres diverses, gravures de coupe de Francesco et Luigi Basoli, d'après Antonio Basoli, après 1821, Musei Civici di Monza[1].